# Committee for a Workers’ International
Das Committee for a Workers’ International (CWI) bzw. Komitee für eine Arbeiterinternationale (KAI) ist eine internationale trotzkistische Vereinigung. Ziel der Organisation mit Sektionen in über 40 Ländern ist „die Abschaffung des Kapitalismus und der Herrschaft der Bourgeoisie, sowie die Ersetzung dieser Herrschaft durch eine Arbeiterregierung auf Grundlage des öffentlichen Eigentums an den Produktionsmitteln und des Finanzsektors unter demokratischer Kontrolle der Arbeiterklasse.“
Das Internationale Sekretariat des CWI hat seinen Sitz in London und koordiniert die Arbeit der Sektionen in den verschiedenen Ländern. Die einzelnen Sektionen des CWI sind jeweils eigenständig.
Das CWI distanziert sich in Theorie und Praxis deutlich vom Stalinismus und den Diktaturen in der ehemaligen Sowjetunion und anderen Ländern.
2019 spaltete sich das CWI, als die Mehrheit der Socialist Party (England und Wales) sowie des Internationalen Sekretariats das CWI „neu gründeten“. Auslöser war eine Debatte um Identitätspolitik und Gewerkschaftsarbeit, vor allem in der Socialist Party (Irland) und der Socialist Alternative in den USA. Die Mehrheit der Sektionen, darunter auch die Sozialistische Alternative (SAV) in Deutschland und die Sozialistische Linkspartei in Österreich, verblieben mehrheitlich in der sich nun „CWI Majority“ nennenden Organisation, die sich am 1. Februar 2020 in International Socialist Alternative umbenannte.
Die Minderheit, die die internationale Spaltung befürworteten, darunter die Mehrheit des SAV-Bundesvorstandes, bildete die Sozialistische Organisation Solidarität (Sol).

## Geschichte

### Ursprünge und Gründung
Das CWI wurde im April 1974 in London auf einer Konferenz von 46 Besuchern aus 12 Ländern gegründet; die Ursprünge der CWI gehen jedoch auf die trotzkistische Bewegung der 1930er Jahre in Britannien zurück. Die späteren Führer des CWI und der britischen Militant-Strömung, darunter Ted Grant und Jock Haston, waren damals Mitglieder der 1937 gegründeten Workers' International League (WIL). Diese beteiligte sich im Juni 1938 nicht am Zusammenschluss der anderen trotzkistischen Gruppen in Britannien zur Revolutionary Socialist League (RSL), welche im September 1938 die offizielle britische Sektion der Vierten Internationale wurde. Trotzki kritisierte die WIL scharf und warnte vor „prinzipienloser Cliquenpolitik [die] nur ins Verderben führen kann“. 1944 vereinigte sich die WIL mit der RSL zur Revolutionary Communist Party (RCP) als britische Sektion der Vierten Internationale, die die Publikationen der WIL übernahm.
In Folge der Nachkriegskrise der Vierten Internationale und den Kämpfen der Führung zwischen Ernest Mandel, Michel Pablo und James P. Cannon zerfiel auch die britische Sektion wieder. Die Konflikte drehten sich um das Ausbleiben der von Trotzki prognostizierten revolutionären Erhebungen am Ende des Zweiten Weltkriegs und infolgedessen der Umgang der Vierten Internationale mit den nach wie vor dominierenden sozialdemokratischen und stalinistischen Arbeiterparteien, in Großbritannien die Labour Party und die Communist Party of Great Britain. Schlüsselfrage war die zukünftige Notwendigkeit unabhängiger, trotzkistischer Parteien als revolutionäre Führung der Arbeiterklasse. Während die Minderheit Internationales Komitee der Vierten Internationale sich für Entrimus als Mittel zum Aufbaus der eigenen Organisation aussprach, verfolgte die Mehrheit um das Internationale Sekretariat(ISVI) den Entrismus in den großen Arbeiterorganisationen als dauerhafte Strategie.
Ähnlich der Linie des ISVI verließ Jock Haston bereits 1950 die RCP, wies die Vierte Internationale als Führung des Weltproletariat zurück und sah in der Labor Partei das „Instrument zur Emanzipation“ der Arbeiterklasse. Damit manifestierte er eine verbreite Demoralisierung, die die internationale Führung mit den Worten beschrieb:
„Man kann nichts machen, da der Reformismus die Arbeiterklasse transformiert; man kann nichts machen, da der Stalinismus Siege für die Arbeiterklasse erzielt. Sie haben keine Hoffnung, eine trotzkistische Organisation aufzubauen; sie haben kein Vertrauen in die Entwicklung der Vierten Internationale.“
Grant und seine Anhänger wurden kurz darauf von der Mehrheit um Gerry Healy ausgeschlossen und bildeten 1953 die International Socialist Group (ISG).
Nachdem die Healy-Gruppe sich der internationalen Minderheit um das „Internationale Komitee“ anschloss, wurde 1957 die Grant-Gruppe unter dem alten Namen „Revolutionary Socialist League“(RSL) die offizielle britische Sektion der Vierten Internationale „Internationales Sekretariat“ (ISVI). Zuvor hatte sich die selbsternannte „offizielle“ Sektion des ISIV um Socialist-Outlook-Herausgeber John Lawrence selbst aufgelöst.
Anhaltende Differenzen mit der internationalen Führung führten Anfang der 1960er Jahre jedoch zum Aufbau einer von der Führung der Internationale unterstützten Konkurrenzorganisation zur RSL in Britannien, der International Group (IG). Als es auf dem VIII. Weltkongress der (mittlerweile teilweise wiedervereinigten) Vierten Internationale im Dezember 1965 zu weiteren politischen Zerwürfnissen zwischen der RSL-Führung und der internationalen Führung kam und die IG zudem neben der RSL offiziell als „sympathisierende Sektion“ anerkannt wurde, kam es zum endgültigen Bruch zwischen der RSL und dem „Vereinigten Sekretariat der Vierten Internationale“.
Die RSL hatte unterdessen Anfang 1964 mit der Herausgabe der Zeitung „Militant“ unter der Leitung des aus Liverpool stammenden Chefredakteurs Peter Taaffe begonnen und verfolgte eine Strategie des „vorbereitenden Entrismus“ in der britischen Labour Party, die es ihr erlaubte bis 1970 die Mehrheit der Vorstandssitze in der Labour-Jugendorganisation Labour Party Young Socialists (LPYS) zu gewinnen. Das schnelle Wachstum der Organisation, die fortan unter dem Namen „Militant-Strömung“ bekannt wurde, und vor allem ihr Einfluss in den LPYS erlaubten es ihr allmählich über die regelmäßigen Treffen der IUSY internationale Kontakte zu marxistisch orientierten Teilen sozialdemokratischer Jugendorganisationen zu knüpfen und so den Grundstein für den Aufbau einer eigenen internationalen Strömung zu legen, die 1974 mit dem CWI entstand.

### Das CWI in den 1970er und 1980er Jahren
Über internationale Kontakte gelang es der britischen Militant-Strömung und dem neuen CWI bis Ende der 1970er Jahre unter anderem in Deutschland, Schweden, Belgien, Griechenland und Spanien, aber auch in Indien und Sri Lanka kleine Gruppen aufzubauen. Die Orientierung der Internationale war dabei durch die Strategie des „vorbereitenden Entrismus“ geprägt, die auf Ted Grant zurückging: Solange große Teile der Arbeiterklasse in sozialdemokratischen und stalinistischen Massenparteien und Gewerkschaften organisiert sein würden, sei es die Aufgabe marxistischer Kräfte in diesen Massenorganisationen Kaderstämme aufzubauen und so die Grundlage für die Bildung einer revolutionären Masseninternationale zu legen, die nach dem Bruch der Arbeiterbasis mit den bürgerlichen und stalinistischen Führungen der großen Organisationen entstehen könne. Diese Orientierung fand auch im Namen des CWI ihren Ausdruck, das sich bewusst Komitee für eine (künftige) Arbeiterinternationale nannte, statt sich selbst mit den eigenen bescheidenen Kräften zur revolutionären Masseninternationale zu proklamieren.
Vor allem durch das rapide Wachstum der britischen Organisation in den 1980er Jahren, die unter anderem drei Labour-Parlamentsabgeordnete stellte, zwischen 1983 und 1987 den Stadtrat von Liverpool kontrollierte und auf bis zu 8000 Mitglieder anwuchs, erstarkte das CWI international. Bis Ende der 1980er Jahre kam die Internationale auf über 20 Sektionen und soll nach einer Angabe insgesamt bis zu 14.000 Mitglieder gehabt haben.

### Spaltung des CWI 1991/92
In den Jahren 1991/92 kam es zur Spaltung des CWI auf internationaler Ebene, als eine Minderheit um Militant-Mitbegründer Ted Grant und seine Anhänger, darunter Alan Woods, die Organisation verließen und eine eigenständige internationale Strömung aufbauten, die heute unter dem Namen International Marxist Tendency (IMT) firmiert. Bereits Ende der 1980er Jahre hatten sich in der Militant-Führung Konflikte unter anderem um die Einschätzung der zukünftigen ökonomischen Lage, die Prozesse in den stalinistischen Staaten Osteuropas und der UdSSR und zunehmend auch um die weitere Arbeit in den sozialdemokratischen Parteien zugespitzt. Ausschlaggebend für den Bruch war schließlich die sogenannte Wende zu offener Arbeit („open turn“) in Britannien: Nachdem Militant im Mai 1991 bei einer Nachwahl in Liverpool-Walton zum ersten Mal eigenständig gegen die Labour Party angetreten war, sollte diese Orientierung nachfolgend im ganzen Land umgesetzt werden, wogegen sich um Grant eine Fraktion formierte, die die neue Strategie als „Bedrohung für 40 Jahre Arbeit“ kritisierte. Auf einer Konferenz im November 1991 erreichte die Minderheit um Grant nur 7 % der Stimmen, während die Mehrheit 93 % auf sich vereinigte. Im Januar 1992 wurde die Grant-Gruppe aus sicht der IMT endgültig von Militant und CWI ausgeschlossen. Aus sicht des CWI trat die Grant-Gruppe freiwillig aus, nachdem sie mit dem Aufbau von eigenen Strukturen begannen.
Der Bruch blieb nicht auf Militant in Britannien beschränkt, sondern zog sich durch die gesamte Internationale: Einige CWI-Sektionen spalteten sich in der Mitte, eine Minderheit ging fast geschlossen mit der Grant-Gruppe (darunter die Sektionen in Spanien, Italien und Pakistan), die Mehrheit der Sektionen verblieb jedoch in großen Teilen beim CWI, darunter die Sektionen in Deutschland, Griechenland, Schweden oder Südafrika.

### Das CWI seit den 1990er Jahren
Nach der Abspaltung der Minderheit vollzog die CWI-Mehrheit Anfang der 1990er Jahre eine strategische und inhaltliche Neuausrichtung: Die meisten CWI-Sektionen verließen die sozialdemokratischen oder stalinistischen Parteien und wandelten sich in offen auftretende Parteien, darunter beispielsweise die deutsche Sektion Voran, die sich 1994, u. a. nach einem Zusammenschluss mit dem Revolutionären Autonomen Jugendverband (RAJV) in Sozialistische Alternative (SAV) umbenannte und aus den Jusos und der SPD austrat. Die sozialdemokratischen Parteien werden von Seiten des CWI seit den 1990er Jahren als vollständig verbürgerlicht bezeichnet, wodurch eine zentrale Aufgabe revolutionärer Marxisten fortan nicht nur der Aufbau offen revolutionärer Organisationen, sondern auch der Wiederaufbau breiter Arbeiterparteien und der Arbeiterbewegung als Ganzes sei („doppelte Aufgabe“). Wo sich in einzelnen Ländern Ansatzpunkte für den Aufbau neuer Arbeiterparteien bieten, beteiligen sich CWI-Sektionen daran, so etwa die SAV in der deutschen Partei Die Linke, die portugiesische Sektion Socialismo Revolucionário am Bloco de Esquerda oder die griechische Sektion Xekinima in der Vergangenheit an SYRIZA. Organisationen wie die englische Socialist Party (die ehemalige Militant-Strömung) bilden hingegen eigenständige Parteien.
Internationale Erfolge konnte das CWI in jüngerer Zeit besonders in Ländern wie Irland und den USA erreichen: In Irland gelang bereits 1997 der Einzug des Socialist Party-Mitglieds Joe Higgins ins irische Parlament, seit 2016 ist die Socialist Party mit ihrem Wahlbündnis AAA/Solidarity mit drei Parlamentsabgeordneten in der Dáil vertreten. 2013 gelang Kshama Sawant von der US-Sektion Socialist Alternative der Einzug in den Stadtrat in Seattle.
Nach einem Prozess der Annäherung seit Mitte 2016 erfolgte im Juli 2017 die Wiedervereinigung des CWI mit der ehemaligen spanischen Sektion „El Militante“, die 1992 der Minderheit um Ted Grant in die IMT gefolgt war, die Internationale allerdings 2010 zusammen mit der Mehrheit der venezolanischen und mexikanischen IMT-Sektionen wieder verlassen hatte und sich fortan „Izquierda Revolucionaria“ (IR; Revolutionäre Linke) nannte.

### Spaltung des CWI 2019
Auf dem Kongress der Socialist Party vom 22.–25. Juli 2019 in London kam es zu „lebhaften Debatten“ über den richtigen Weg einer trotzkistischen Organisation. Die Partei erklärte daraufhin die „Neugründung“ des CWI, was von der Mehrheit des Internationalen Exekutivkomitees als „bürokratischer Putsch“ bezeichnet wurde.
Die deutsche Sektion des CWI, die SAV, spricht von einer Spaltung des CWI und ihrer eigenen Organisation. Die Mehrheit des Bundesvorstandes der SAV veröffentlichte dazu eine Stellungnahme auf der Organisationshomepage, in der sie u. a. den Sektionen aus Irland, Griechenland und den USA „Imagepolitik“ vorwirft. Gleichzeitig veröffentlichten sie auf der SAV-Homepage einen Aufruf gegen die Spaltung des CWI und der SAV, der unter anderem von Lucy Redler mitgetragen wird. Auf einer Bundeskonferenz im September 2019 entschied die Mehrheit der Mitglieder, Teil der Mehrheit des CWI zu bleiben. Eine Minderheit verließ daraufhin die Organisation, darunter die Mehrheit des Bundesvorstands und der Bundesleitung. Die Ausgetretenen gründeten am 8. September 2019 die neue trotzkistische Organisation Sozialistische Organisation Solidarität (Sol), welche unter anderem in der LINKEN, in der Antikapitalistischen Linken sowie in dem BAK Revolutionäre Linke der Linksjugend solid aktiv sind.
Davon unabhängig gründeten die Sektionen in Mexiko, Portugal, Spanien und Venezuela im Juli 2019 die Internationale Revolutionäre Linke (IRL), die auch über eine Gruppe in Deutschland verfügt. Sie machten die „Bürokratisierung der Strukturen“ und die „doppelte Aufgabe“ für „Tendenzen opportunistischer Anpassung“, „kleinbürgerliche Vorurteile“ und „Abkehr vom Marxismus“ verantwortlich.

## Sektionen des CWI/KAI

### CWI (2019)

Übersicht über die Sektionen der CWI

Das 2019 neu gegründete CWI verfügt über 16 Sektionen und Gruppen, wovon 7 im Zuge der Spaltung gegründet wurden:
| Sektion            | Name                                                                              | Deutsche Übersetzung                  |
| ------------------ | --------------------------------------------------------------------------------- | ------------------------------------- |
| Algerien           | El Yassar El thawri / اليسار الثوري / Thamuɣli thazelmaḍt                         | Revolutionäre Linke                   |
| Chile              | Socialismo Revolucionario                                                         | Revolutionärer Sozialismus            |
| Deutschland        | Sozialistische Organisation Solidarität                                           |                                       |
| England und Wales  | Socialist Party                                                                   | Sozialistische Partei                 |
| Finnland           | CWI Finland                                                                       | CWI/KAI Finnland                      |
| Frankreich         | Gauche Révolutionnaire                                                            | Revolutionäre Linke                   |
| Indien             | New Socialist Alternative                                                         | Neue Sozialistische Alternative       |
| Irland             | Militant Left                                                                     | Militante Linke                       |
| Japan              | CWI Japan                                                                         | CWI/KAI Japan                         |
| Malaysia           | Sosialis Alternatif                                                               | Sozialistische Alternative            |
| Nigeria            | Democratic Socialist Movement                                                     | Demokratische Sozialistische Bewegung |
| Österreich         | Sozialistische Offensive                                                          |                                       |
| Russland           | Сторонники КРИ в России Storonniki KRI v Rossii                                   | Anhänger des CWI/KAI in Russland      |
| Schottland         | Socialist Party Scotland                                                          | Sozialistische Partei Schottland      |
| Sri Lanka          | එක්සත් සමාජවාදි පකෂය / ஐக்கிய சோசலிச கட்சி Eksath Samajavadi Pakshaya / Aikkiy Cōcalic Kaṭci | Vereinigte Sozialistische Partei      |
| Südafrika          | Marxist Workers Party                                                             | Marxistische Arbeiterpartei           |
| Vereinigte Staaten | Independent Socialist Group                                                       | Unabhängige Sozialistische Gruppe     |

### International Socialist Alternative, 2019–2020 CWI-Mehrheit
Das Committee for a Workers' International benannte sich an seinem 12. Weltkongress (an dem nur Mitglieder der CWI-Mehrheit teilnahmen) in International Socialist Alternative um. Aktuell (2020) verfügt die ISA über 33 Sektionen und Gruppen, wobei die Gruppen in China, Hongkong und Taiwan eine gemeinsame Sektion bilden. Die Sektionen in England, Wales und Schottland, Mexiko, Nigeria und Spanien wurden im Zuge der Spaltung gegründet. Der Hauptsitz wurde von London nach Molenbeek, Belgien verlegt.
| Sektion                       | Name                                                                                        | Deutsche Übersetzung                                    |
| ----------------------------- | ------------------------------------------------------------------------------------------- | ------------------------------------------------------- |
| Australien                    | Socialist Action                                                                            | Sozialistische Aktion                                   |
| Belgien                       | Linkse Socialistische Partij - Parti socialiste de lutte                                    | Sozialistische Linkspartei - Sozialistische Kampfpartei |
| Brasilien                     | Liberdade, Socialismo e Revolução                                                           | Freiheit, Sozialismus und Revolution                    |
| China                         | chinaworker.info                                                                            | China-Arbeiter*in                                       |
| Deutschland                   | Sozialistische Alternative                                                                  |                                                         |
| Elfenbeinküste                | Militant Côte d'Ivoire                                                                      | Militant Elfenbeinküste                                 |
| England und Wales, Schottland | Socialist Alternative                                                                       | Sozialistische Alternative                              |
| Finnland                      | Sosialistinen Vaihtoehto                                                                    | Sozialistische Alternative                              |
| Griechenland                  | Ξεκίνημα - Διεθνιστική Σοσιαλιστική Οργάνωση Xekinima - Diethnistiki Sosialistiki Organosi  | Anfang - Internationale Sozialistische Organisation     |
| Hongkong                      | 社會主義行動 Sekuizyuji Haangdung Socialist Action                                          | Sozialistische Aktion                                   |
| Indonesien                    | Socialis Action                                                                             | Sozialistische Aktion                                   |
| Irland (Nord und Süd)         | Socialist Party / Páirtí Sóisialach                                                         | Sozialistische Partei                                   |
| Israel und Palästina          | حركة النضال الاشتراكي / מאבק סוציאליסטי Ma'avak Sotzialisti / Harakah al-Nidal al-Ashteraki | Sozialistischer Kampf                                   |
| Italien                       | Resistenze Internazionali                                                                   | Internationaler Widerstand                              |
| Kanada                        | Socialist Alternative                                                                       | Sozialistische Alternative                              |
| Mexiko                        | Alternativa Socialista                                                                      | Sozialistische Alternative                              |
| Niederlande                   | Socialistisch Alternatief                                                                   | Sozialistische Alternative                              |
| Nigeria                       | Movement for a Socialist Alternative                                                        | Bewegung für eine sozialistische Alternative            |
| Norwegen                      | ISA Noreg                                                                                   | ISA Norwegen                                            |
| Österreich                    | Sozialistische LinksPartei                                                                  |                                                         |
| Polen                         | Alternatywa Socjalistyczna                                                                  | Sozialistische Alternative                              |
| Québec                        | Alternative Socialiste                                                                      | Sozialistische Alternative                              |
| Rumänien                      | Mâna de Lucru                                                                               | Hand der Arbeit                                         |
| Russland                      | Социалистическая альтернатива                                                               | Sozialistische Alternative                              |
| Schweden                      | Rättvisepartiet Socialisterna                                                               | Sozialistische Gerechtigkeitspartei                     |
| Spanien                       | Socialismo Revolutionario                                                                   | Revolutionärer Sozialismus                              |
| Sudan                         | البديل الاشتراكي al-Badil al-Ishtiraki                                                      | Sozialistische Alternative                              |
| Südafrika                     | Workers and Socialist Party                                                                 | Arbeiter*innen- und Sozialistische Partei               |
| Taiwan                        | International Socialist Forward                                                             | International Sozialistisch Vorwärts                    |
| Tschechien                    | Socialistická Alternativa Budoucnost                                                        | Sozialistische Alternative Zukunft                      |
| Tunesien                      | Alternative Socialist / البديل الاشتراكي al-Badil al-Ishtiraki                              | Sozialistische Alternative                              |
| Türkei und Nordkurdistan      | Sosyalist Alternatif / Alternatîfa Sosyalîst                                                | Sozialistische Alternative                              |
| Vereinigte Staaten            | Socialist Alternative                                                                       | Sozialistische Alternative                              |
| Zypern (Nord und Süd)         | Νέα Διεθνιστική Αριστερά / Yeni Enternasyonalist Sol Nea Diethnistike Aristera              | Neue Internationalistische Linke                        |

### Internationale Revolutionäre Linke
Die IRL verfügt über Sektionen und Gruppen in fünf Ländern:
| Sektion          | Name                                 | Deutsche Übersetzung |
| ---------------- | ------------------------------------ | -------------------- |
| Deutschland      | Offensiv - Marxistische Organisation |                      |
| Mexiko           | Izquierda Revolucionaria             | Revolutionäre Linke  |
| Portugal         | Esquerda Revolucionária              | Revolutionäre Linke  |
| Spanischer Staat | Izquierda Revolucionaria             | Revolutionäre Linke  |
| Venezuela        | Izquierda Revolucionaria             | Revolutionäre Linke  |